# Nick Marsman
Nick Marsman (* 1. října 1990, Zwolle, Nizozemsko) je nizozemský fotbalový brankář, který v současnosti působí v nizozemském klubu FC Twente.

## Klubová kariéra
Profesionální fotbalovou kariéru zahájil v nizozemském klubu FC Twente, kde působil i v mládežnických týmech. Sezónu 2012/13 strávil na hostování v druholigovém nizozemském celku Go Ahead Eagles, s nímž slavil na konci sezóny postup do Eredivisie.

## Reprezentační kariéra
V červnu 2013 byl nominován na Mistrovství Evropy hráčů do 21 let konané v Izraeli, kde mladí Nizozemci postoupili do semifinále, v němž vypadli s Itálií po porážce 0:1. Na turnaji nenastoupil ani v jednom zápase, plnil roli třetího brankáře.